# 1151 (szám)
Az 1151 (római számmal: MCLI) az 1150 és 1152 között található természetes szám.

## A szám a matematikában
A tízes számrendszerbeli 1151-es a kettes számrendszerben 10001111111, a nyolcas számrendszerben 2177, a tizenhatos számrendszerben 47F alakban írható fel.
Az 1151 páratlan szám, prímszám. Kanonikus alakja 11511, normálalakban az 1,151 · 103 szorzattal írható fel. Két osztója van a természetes számok halmazán, ezek növekvő sorrendben: 1 és 1151.
Egy 22 hosszúságú prímhézag után az első prím.
Az 1151 huszonnyolc szám valódiosztó-összegeként áll elő, ezek közül legkisebb a 6409.

## Csillagászat
- 1151 Ithaka kisbolygó